# 結納
結納（ゆいのう）は日本の婚約の儀式。

## 概要
家同士で行う婚約の儀式であり、新郎新婦の他に両親ら親族が参加して行う。新郎とその親族が新婦側に所定の贈答品（結納品）や金銭（結納金）を贈ることが儀式の中心である。その他、新婦側からの返礼や饗応を行う。
結婚式等と異なり公の場でなされることはなく両家の間の私的な儀式として行われる。しかし、結納により正式な婚約を交わしたものとされる。
結納の形式は小笠原流、伊勢流などの礼法によって体系化されているが、他の儀礼と同様、地域の風習や個人の考えや事情により様々である。新郎・新婦の親族以外に、仲人が参加するのが本来の形式であるが、現在では仲人を立てないことが多い。また、近年では入手困難な本来の贈答品を金銭で代用することがある。

### 結納の起源
仁徳天皇の皇太子（のちの履中天皇）が黒媛を妃に迎えるときに贈り物（納采）を贈ったことが最初とされる。宮中儀礼の「納采の儀」として受け継がれている。皇室以外で結納が行われるようになったのは後年であり、室町時代に公家や武家に広まり小笠原流や伊勢流などに体系化されていった。庶民に広まったのは江戸時代末期から明治初期だとされる。
「結納」の語源は「結いもの」や「云納（いい入れ）」という婚姻を申し込む言葉が転じたものとも言われている。

### 結納の手順
皇室の納采の儀が最も正式な形であるとされる。
民間における結納は小笠原流、伊勢流などの礼法によって体系化されているが、地域・宗教・家系などにより多様である。日程は吉日（大安・友引・先勝）を選び、人間の体調が整う時間である11時頃に執り行うのが最善とされる。新郎とその両親、新婦とその両親が参加するが、兄弟や祖父母などの親族が参加することもある。席順は西日本では「父親、母親、本人」、東日本では「父親、本人、母親」とする。仲人を立てるのが本来の形式であるが、近年は仲人を立てず両家同士が直接やり取りすることが多い。また、結納品の取り交わしは新婦側自宅に訪問して行っていたが、ホテルや料亭で行いそのまま祝宴を行う場合もある。
以下は手順の例。婚約する男性側の家を「新郎家」、婚約する女性側の家を「新婦家」と表記する。
仲人を立てる場合の手順
- 新郎家からの結納納め
  1. 仲人が新郎家へ赴き、結納品を預かる。
  2. 仲人が結納品を新婦家へ持参し手渡す。
  3. 新婦家で仲人をもてなす。
  4. 新婦家が仲人へ結納品の受書を預ける。
  5. 仲人が受書を新郎家へ持参し手渡す。
  6. 新郎家で仲人をもてなす。

  - 新婦家からの結納返し

  1. 仲人が新婦家へ赴き、結納品を預かる。
  2. 仲人が結納品を新郎家へ持参し手渡す。
  3. 新郎家で仲人をもてなす。
  4. 新郎家が仲人へ結納品の受書を預ける。
  5. 仲人が受書を新婦家へ持参し手渡す。
  6. 新婦家で仲人をもてなす。

仲人を立てない場合
1. 新郎家が結納品を持参の上、新婦家自宅へ訪問する。
2. 新婦家は自宅玄関先で出迎える。
3. 新郎家は到着後、玄関先では正式な挨拶は控える。招かれた座敷（床の間）に結納品を整える。
4. 新婦家は座敷で結納品が整うまで待機する。
5. 新郎家は結納品を整えた後、結納目録を新婦家代表（親又は本人）へ挨拶し手渡す。
6. 新婦家は結納目録を挨拶し受け取り、目録等を改める。
7. 新婦家は目録を別室に預かる。
8. お茶（関西では昆布茶、関東では桜湯）・お菓子（紅白饅頭など生菓子）を持て成し、会食をする。
9. 受書を新郎家へ手渡す。
10. 新郎家は受書を受け取りお開きとする。

いずれの場合も、男性が女性の家に婿に入る婿取り婚の場合は新郎家、新婦家の対応が逆となる。
結納返しは結納納めとは別日に改めて行うのが本来の形式であるが、最近では同日に行うことが多い。同日に行う場合、新婦側の受書と結納返しを一緒に受け渡す。結納納めと結納返しを同日に行うことを「つき返し」と呼び、誤った方法とする説もある。
結納・結納返しののちに花嫁道具を納める荷納め(荷物納め)が行われるが、最近では省略されたり、結納返しと同日に行われることも多い。
より略式には、仲人と新郎家がそろって新婦家を訪問して結納品の授受を行ったあと新婦家が饗応したり、新郎家・新婦家・仲人が料亭やホテルなどに一堂に会し、結納品と会食をする方法等がある。
西日本では結納目録や受書の授受に広蓋・富久紗を使用する。

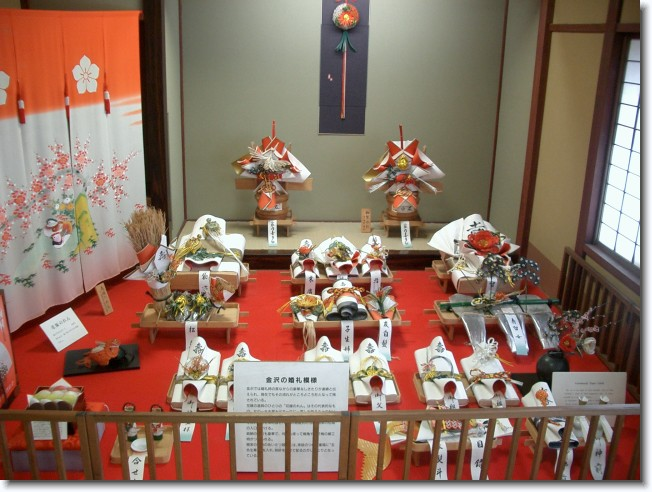
金沢老舗記念館内の津田水引による結納品

### 結納品
結納の品は現物式と、金封式の２つの形式がある。現物式は酒、肴、昆布、友白髪などの結納品を実際に贈る、本来の形式である。金封式は金銭で代用する方法である。金封式では「酒料」「肴料」「酒肴料」などの名目で贈る。
結納品の内容はおおまかに関東と関西でその内容が異なり、地域によって様々である。結納品にはそれぞれめでたい意味づけがなされる。結納品は水引で豪華に飾られ、一式で数万円から数十万円がかけられる。結納品の数は5品・7品・9品など奇数である。陰陽五行説(陰陽道)により奇数を陽数とよび縁起の良い数、とされたことによる。
結納品目名の文字には、寿留女、子生婦などのように縁起を担いだ当て字を用いる。末広は寿恵広、寿栄広など、有志良賀は友白髪、友白賀、共志良賀など、鰹節は松魚(節)、勝(男)武士など、家内喜多留は柳樽、柳多留などの書き方がある。また指輪や時計のような伝統的ではない品物でも「結美和」「登慶恵」といった当て字を使う場合がある。
また、結納の品は全て白木の献上台に乗せる。白木には汚れのない新品であること・一度きりしか使わないことを象徴しているとされる。

#### 関東
関東では、新郎・新婦とも同格程度の結納品を用意し、互いに「取り交わす」ものとされる。
結納品自体は関西よりもシンプルな物である。結納品を一式ずつ一つの片木台（白木の台）に乗せる。家族書・親族書などが付されることもある。また、長熨斗と目録は贈り物の個数に含めない。
新婦側が新郎側に贈る結納金は新郎側から受け取った結納金の半額とする、半返しという習慣がある。
下記は結納品の一例。
- 長熨斗（ながのし）：のしアワビ。長寿を表す。
- 金包包（きんぽうづつみ）：結納金を包む。新郎側の結納金は「御帯料」（おんおびりょう）、新婦側からの結納金は「御袴料」（おんはかまりょう）とも。
- 勝男節（武士）（かつおぶし）：鰹節。男性の力強さを表す
- 寿留女（するめ）：スルメ。末永い幸せを表す
- 子生婦（こんぶ）：昆布。子孫繁栄を表す
- 友白髪（ともしらが）：白い麻繊維。夫婦関係が白髪になるまで続くことを表す
- 末広（すえひろ）：男持ちの白扇と女持ちの金銀扇子の一対。省略されて白い扇子一本の場合もある。末広がりの繁栄を表す
- 家内喜多留（やなぎだる）：酒樽。家庭円満を表す
- 目録（もくろく）：結納品の品名と数量を記載する。

#### 関西
関西では、結納品は新郎側から新婦側へ「納める」ものとされる。
1熨斗（のし）、2末広（すえひろ）、3帯地料（おびじりょう）又は婚約記念品、4柳樽(料)（やなぎだるりょう）、5松魚(料)（まつうおりょう）の5点が基本的な結納品である。5点に加えて、着物や宝飾品などを添える。結納品の個数は奇数とする。結納品は概ね関東よりも豪華である。
新婦側は結納を受け取った証しに受書を渡す。また、受書に加えて、結納品より小さい結納返し品と結納金の1割の額の袴地料を贈る。家族書・親族書などが付されることもある。下記は結納品の一例。
- 熨斗（のし）：鮑を畳表で伸ばした（のした）もの。長寿を願う。「鶴の水引飾り」と熨斗押えの「打ち出の小槌」を添える。
- 末広（すえひろ）： 「寿恵廣」と表記する。婚礼用の儀式扇子。「亀の水引飾り｣を添える。お目出度い事が末広がりに広がることを意味する。
- 帯地料（おびじりょう）：「帯地料」と表記することが多いが、大阪などは「小袖料」、神戸では「宝金」と表記する。本来は帯や着物を贈っていたが大正時代頃から金銭を贈ることが多くなった。着物においては帯が最も高価で格が高いため「帯地料」と表記するようになったとされる。松の水引飾りを添える。
- 結美和（ゆびわ）：婚約指輪。
- 高砂（たかさご）：尉（老翁）と姥（老婆）の人形。尉姥人形（じょうとんばにんぎょう）とも。夫婦関係が老翁・老婆になるまで続くことを表す。
- 寿留女（するめ）：関東と同じ意味。
- 子生婦（こんぶ）：関東と同じ意味。
- 柳樽(料)（やなぎだるりょう）：酒料。本来は柳で作った樽に詰めた酒を一対（2本）用意し、夫婦一対で酒を酌み交わしたが、現在は金銭で代用することが多い。竹の水引飾りを添える。
- 松魚(料)（まつうおりょう）：「肴料」とも表記する。本来は雄と雌の真鯛を用意したが、現在は金銭で代用することが多い。一般的に梅の水引飾りを添える。

松魚料と柳樽料の合計金額としては結納金の1割までを包む。また、近年では結納を受ける側で祝宴を用意する事が多く、祝宴の食事代金程度を包むケースが多い。

### 結納品の水引折型
結納の品は和紙で包み水引で結ぶ。現在では豪華で立体的な包装や造形的な水引結び（水引細工）を用いるが、これは大正時代初期に石川県金沢市の津田左右吉（つだそうきち）が考案したとされる。津田左右吉が考案した包装は加賀水引として金沢の伝統工芸として定着となり、津田水引折型（石川県金沢市）が現在も継承している。

### 結納金
上述のように、結納の際には実物の品物を贈るのが本来の形式であるが、品物の代わりに金銭を贈る場合もある。
新郎側が新婦側に贈る結納金は「御帯料」「小袖料」「帯地料」、新婦側から新郎側に贈る結納金は「御袴料」（おんはかまりょう）、「袴地料」などの名目で贈る。
100万円、70万円、50万円、30万円等、先頭の数字が奇数になる金額が良いとされる。「9」は奇数だが「苦」に通じるため使わない。また、女性が嫁入りする際に男性側が贈る結納金に比べ、男性が婿入りする際に女性側が贈る結納金は、倍の金額を贈るとされる。
結納金を直接渡すのは失礼であるとされ、台に置き、熨斗や末広を添えたりして渡す。西日本では、結納品を飾った状態で、結納金と目録だけを広蓋盆や白木台などの献上台に載せて新婦側父親に手渡しをする。中部地方・関東地方では、手渡しを行わず、結納金・目録は他の結納品と一緒に飾ったままで、口頭で挨拶を述べる形式が主流である。
結納金は実際には結婚の準備資金として使われることもあるが、結納金を「支度金」などと表現することは失礼とされる。支度金は通常、目下の者に与える金銭だからである。

## 結納と法律
判例では、結納とは「他日婚姻ノ成立スヘキコトヲ予想シ授受スル一種ノ贈与」（大判大6・2・28民録23輯292頁）、「婚姻の成立を確証し、あわせて、婚姻が成立した場合に当事者ないし当事者両家間の情誼を厚くする目的で授受される一種の贈与」（最判昭39・9・4民集18巻7号1394頁）とされる。
結納の法的性質については、一種の証約手付であるとする手付説、婚姻成立を目的とする一種の贈与であるとする贈与説、婚姻成立を解除条件とする付贈与であるとする解除条件付贈与説、折衷説がある。上記の判例は贈与説をとる。
結納はその目的たる婚姻が成立すれば返還は問題とはならない。婚姻は届出のある場合に限らず、事実上の婚姻関係（内縁を含む）の成立で足りる（通説・判例。判例として大判昭3・11・24新聞2938号9頁、最判昭39・9・4民集18巻7号1394頁）。
一方、結納など婚姻の成立を最終目的として授受された金品は、その婚姻が不成立となれば不当利得となり返還義務を生じる。事実上の夫婦関係の成立が認められない場合は返還義務を生じる（大判昭10・10・15新聞3904号16頁）。双方の合意解消の場合、各当事者は返還義務を負うことになる（大判大6・2・28民録23輯292頁）。一方的な解消の場合には、解消について責めを帰すべき者（有責者）は返還義務を免れず、また、相手方に対する返還請求についても否定される。